# Садовый (хутор, Майкопский район)
Садовый (адыг. Чъыгхат) — хутор в Майкопском муниципальном районе Республики Адыгея России. Входит в состав Краснооктябрьского сельского поселения.

## География
Расположен в нескольких километрах от посёлка Краснооктябрьского в долине реки Курджипс. Через Садовый проходит трасса в направлении станиц Курджипской, Дагестанской, Безво́дной и хутора Красный Дагестан (Краснодарский край).

## Население
| 2002 | 2010 | 2013 | 2014 | 2015 | 2016 | 2017 |
| ---- | ---- | ---- | ---- | ---- | ---- | ---- |
| 441  | ↘399 | ↗418 | ↗426 | ↗437 | ↘436 | ↘435 |
| 2018 | 2019 | 2020 | 2021 | 2023 | 2024 |      |
| ↗451 | ↗460 | ↗470 | ↗513 | ↗529 | ↗535 |      |

По данным Всероссийской переписи населения 2021 года:
| Народ               | Численность, чел. | Доля от всего населения, % |
| ------------------- | ----------------- | -------------------------- |
| русские             | 387               | 75,44 %                    |
| адыги (черкесы)     | 27                | 5,27 %                     |
| армяне              | 15                | 2,92 %                     |
| украинцы            | 14                | 2,73 %                     |
| цыгане              | 14                | 2,73 %                     |
| другие / не указано | 56                | 10,91 %                    |
| всего               | 513               | 100,0 %                    |

## Улицы
| - Зелёная, - Зелёный переулок, - Короткая, - Лесная, - Подлесная, - Речная, - Родниковая, | - Родниковый переулок, - Садовая, - Садовая 2-я, - Советская, - Тенистый переулок, - Туристов, - Туристов переулок. |

## Инфраструктура
На территории населённого пункта находится детский оздоровительный лагерь «Дружба» и санаторий-профилакторий «Кавказ».